# Dingo ATF
«Dingo ATF» («Динго АТФ») (нем. Allschutz-Transport-Fahrzeug — «бронетранспортёр») — немецкий бронетранспортёр производства немецкой компании Краус-Маффей Вегман, принятый на вооружение Бундесвера в 2003 году.

## Конструкция
Корпус машины состоит из броневой стали и комбинированной брони «MEXAS» по STANAG 4569 класса 3 от 7,62 × 51 мм пуль и осколков артиллерийских снарядов на 60 м, противотанковых мин и самодельных взрывных устройств с 8 кг тринитротолуола.
Бронетранспортёр оснащён дистанционно-управляемой турелью, установленной на крыше машины в средней части корпуса: штатным вооружением является 7,62-мм пулемёт MG-3, вместо которого могут быть также установлены 12,7-мм пулемёт M3M или 40-мм автоматический гранатомёт HK GMG.
Созданный на полноприводном шасси Unimog способен преодолевать труднопроходимую местность.
Машина является аэротранспортабельной — она может перевозиться тяжёлыми вертолётами, лёгкими и средними военно-транспортными самолётами.

## Варианты и модификации
Бронемашина выпускается в нескольких различных модификациях:
- Dingo 1 — базовый вариант, на шасси Unimog S5000
- Dingo 2 — более поздняя модель, на шасси Unimog U5000

- Dingo 2 — патрульный бронеавтомобиль
- Dingo 2 A3.2 — бронетранспортёр с удлинённым корпусом
- Dingo 2 MPPV PC — командно-штабная машина
- Dingo 2 AC Ambulanz — санитарная машина
- Dingo 2 BÜR — машина наблюдения, оснащена радаром
- Dingo 2 Polizei — полицейский броневик
- CBRN Dingo —  машина химической, биологической, радиологической и ядерной разведки

## Эксплуатация и боевое применение
Бронемашины применялись в ходе боевых операций в южном Ливане бельгийцами и Афганистане немцами и чехами.

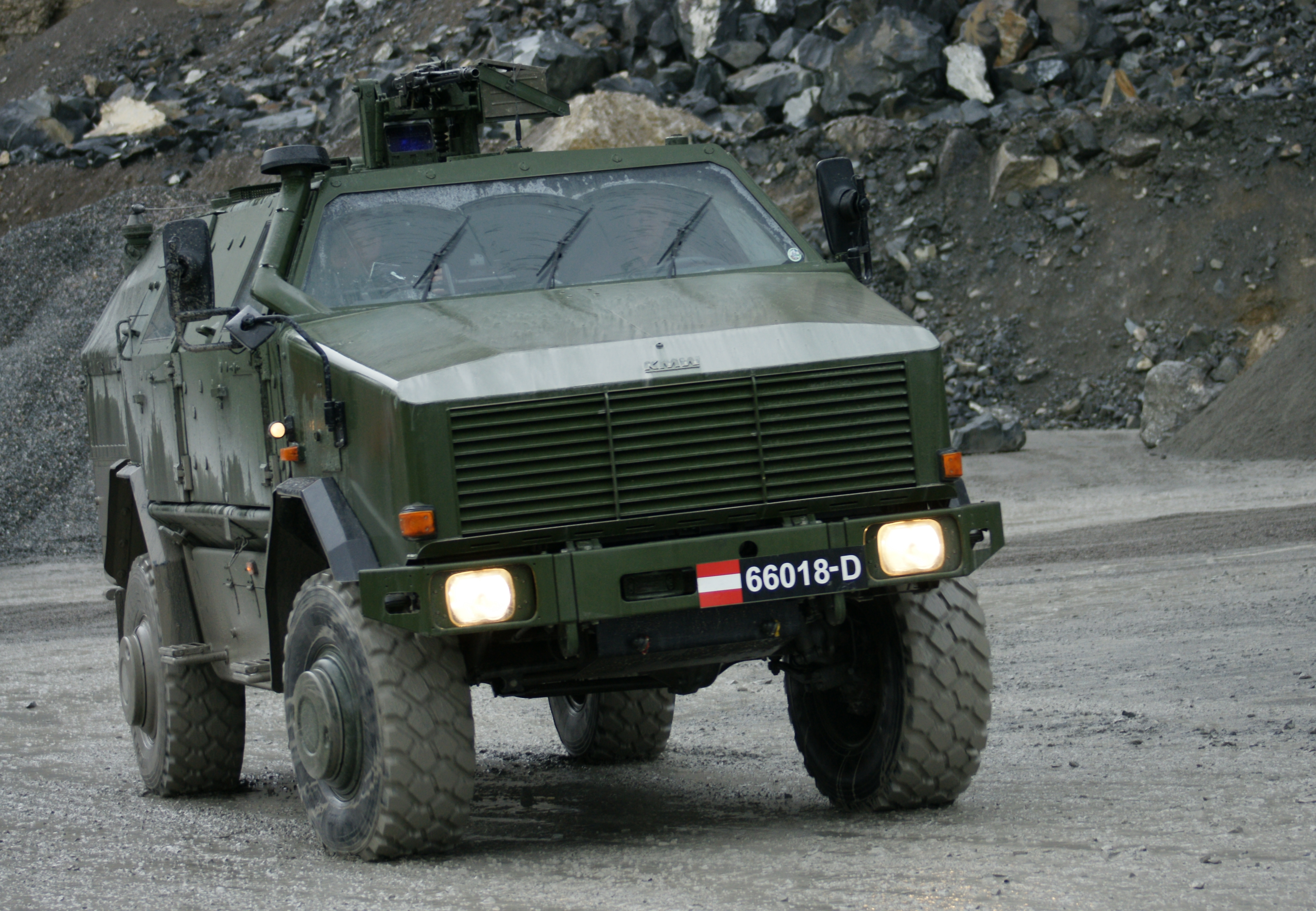
Австрийский Dingo 2
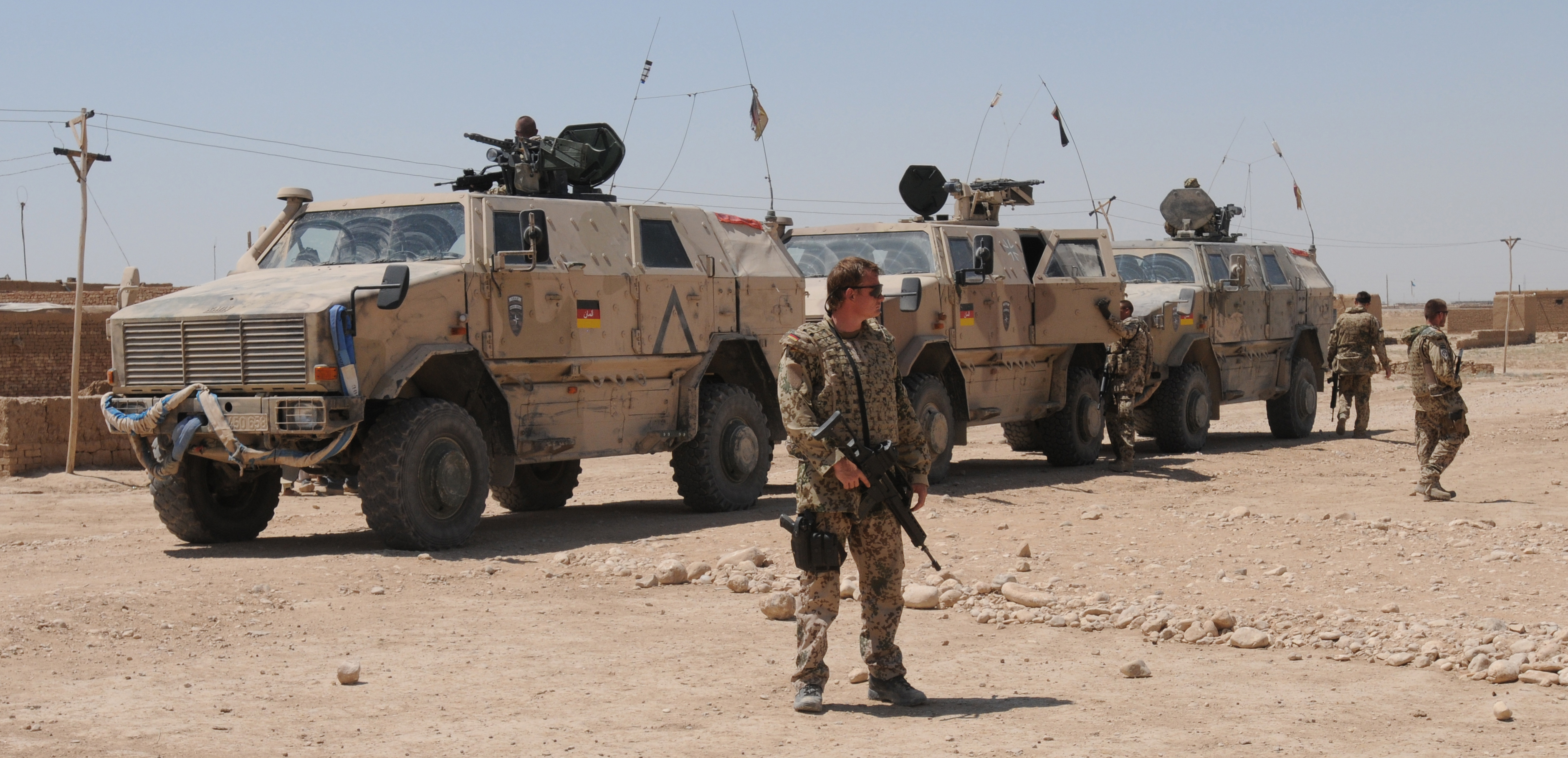
Немецкий Dingo 2 в Афганистане
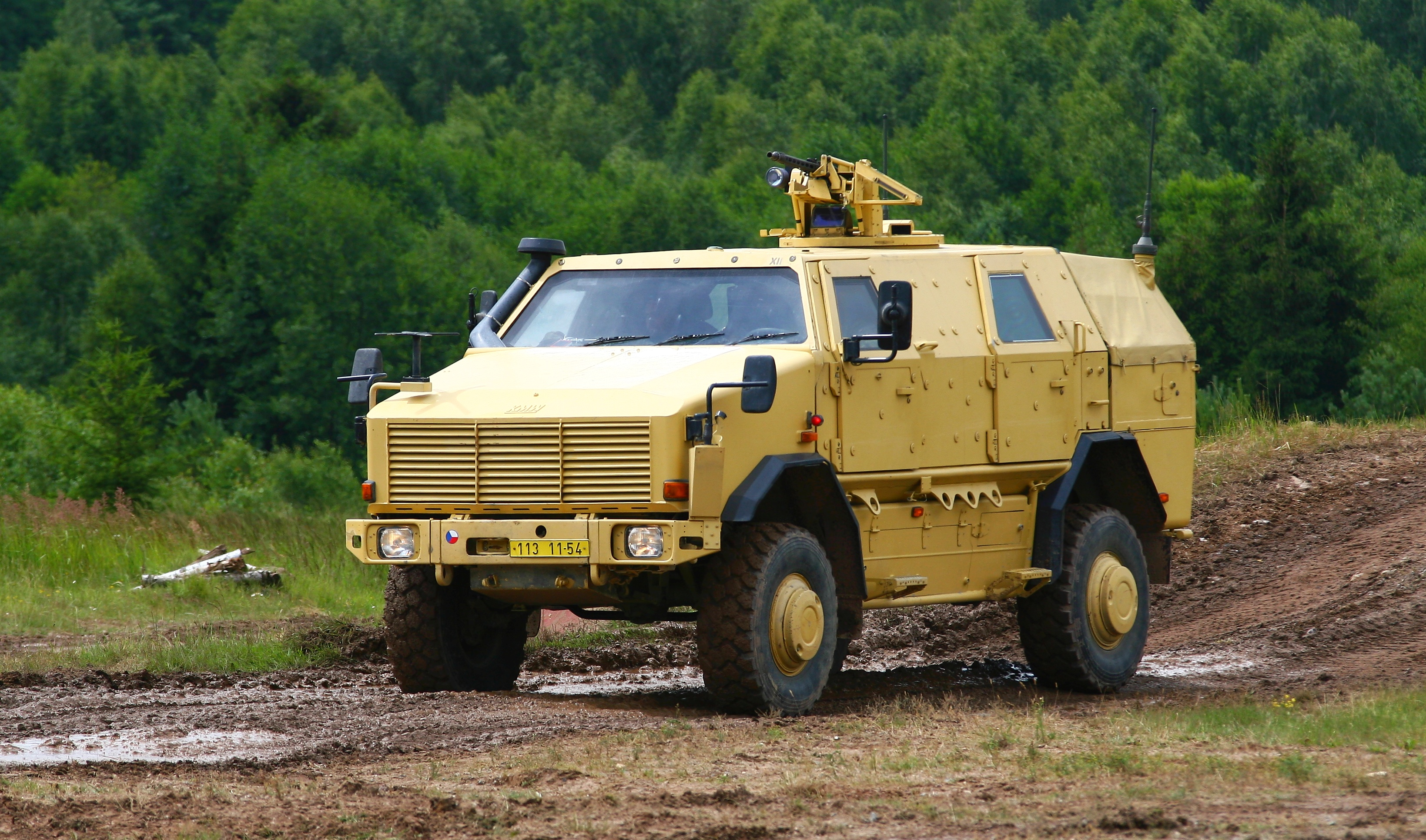
Чешский Dingo 2

## Операторы
- Австрия — 12 Dingo 1 NBC и 66 Dingo 2 на вооружении по состоянию на 2024 год[1].
- Бельгия — 219 Dingo 2 на вооружении по состоянию на 2024 год[2].
- Германия — 247 Dingo 2 на вооружении по состоянию на 2024 год[3].
- Люксембург — 48 Dingo 2 на вооружении по состоянию на 2024 год[4].
- Норвегия — 20 Dingo 2 на вооружении по состоянию на 2024 год[5].
- Пакистан — 10 Dingo 2, на 2016 год[6]
- Чехия — 21 Dingo 2, на 2024 год[7]
- Украина — 43 Dingo 2 по состоянию на 2024 год[8]

### Иные операторы
- Пешмерга — используется до 14 единиц Dingo 1, по состоянию на 2016 год[9]